# 얀바루

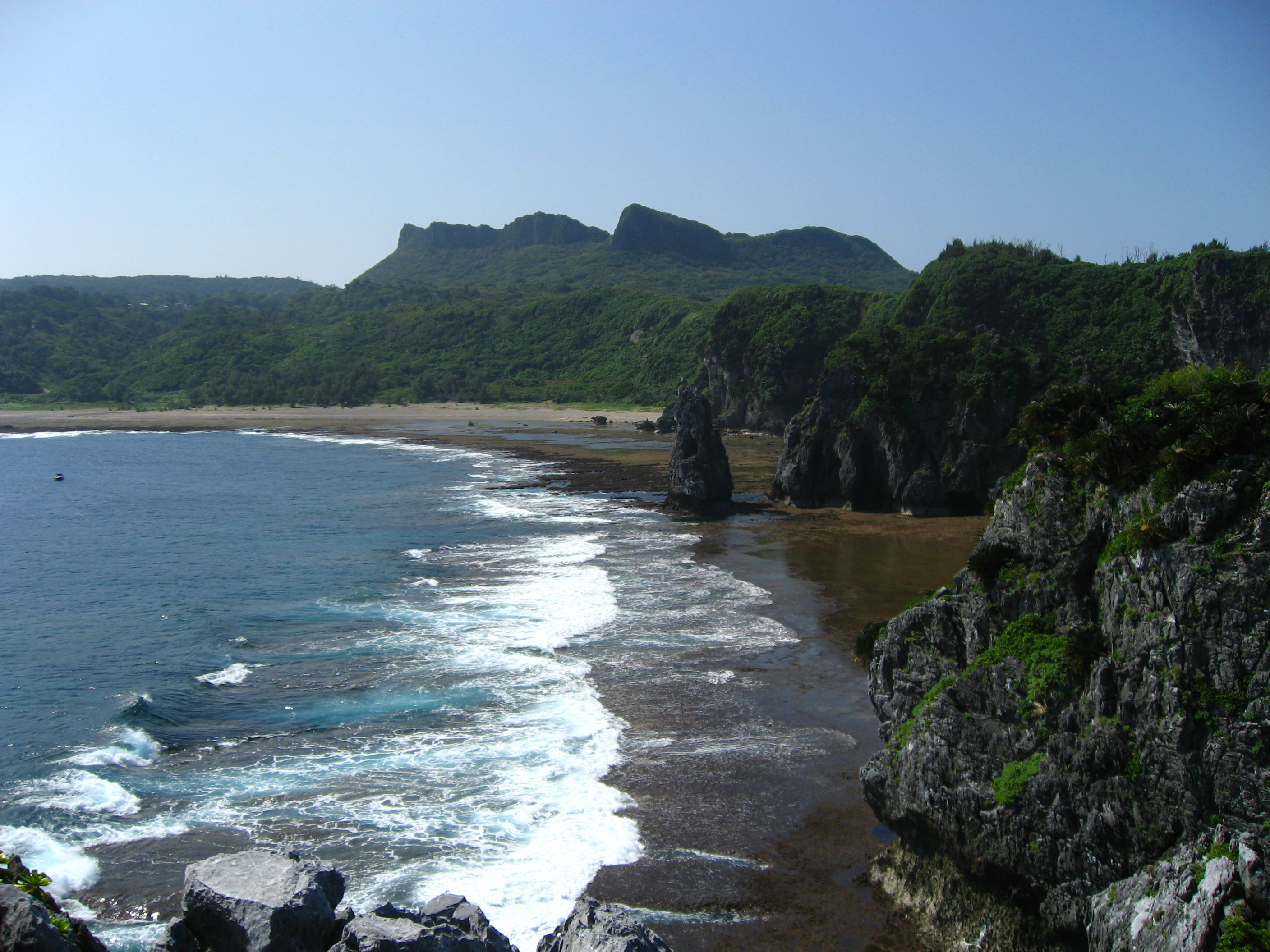

얀바루(일본어: 山原)는 일본 오키나와섬 북부 지역 중 산이나 자연이 많이 남아있는 지역을 가리킨다. 또는 오키나와섬의 나고시 이북을 가리키는 경우도 있다.

## 얀바루의 정의
명확한 구분은 없지만 온나촌(恩納村)과 긴정(金武町)이 속한 이북이 그 범위이며, 이 지역은 산잔 시대의 호쿠잔 왕국 지배하의 지역과 동일하다. 중심도시는 나고시이다.

## 얀바루의 개요
- 면적 - 약764km2
- 인구 - 약12만명

## 얀바루의 자연
얀바루 이남의 중남부 지역이 융기 산호초로 된 낮은 구릉지로, 확실한 산은 존재하지 않고 강이 거의 없는데 반해, 이 지역은 낮으면서도 산맥과, 많은 하천이 있다.

## 같이 보기
- 오키나와현
- 일본의 국립공원
- 오가사와라 제도